# Ґутажево
Ґутажево (пол. Gutarzewo) — село в Польщі, у гміні Сохоцин Плонського повіту Мазовецького воєводства.
Населення — 154 особи (2011).
У 1975-1998 роках село належало до Цехановського воєводства.

## Демографія
Демографічна структура станом на 31 березня 2011 року:
|          | Загалом | Допрацездатний вік | Працездатний вік | Постпрацездатний вік |
| -------- | ------- | ------------------ | ---------------- | -------------------- |
| Чоловіки | 83      | 12                 | 66               | 5                    |
| Жінки    | 71      | 9                  | 46               | 16                   |
| Разом    | 154     | 21                 | 112              | 21                   |